# Mistrzostwa Świata w Piłce Nożnej 2002 (składy)
Składy finalistów Mistrzostw Świata w Piłce Nożnej w 2002 rozgrywanych w Korei Południowej i Japonii.

## Dania
| #      | Pozycja      | Imię i nazwisko     | Data urodzenia | Liczba występów | Klub                     |
| ------ | ------------ | ------------------- | -------------- | --------------- | ------------------------ |
| 1      | Bramkarz     | Thomas Sørensen     | 1976-06-12     | 14              | Sunderland A.F.C.        |
| 2      | Pomocnik     | Stig Tøfting        | 1969-08-14     | 36              | Bolton Wanderers F.C.    |
| 3      | Obrońca      | René Henriksen      | 1969-08-27     | 39              | Panathinaikos AO         |
| 4      | Obrońca      | Martin Laursen      | 1977-07-26     | 15              | A.C. Milan               |
| 5      | Obrońca      | Jan Heintze         | 1963-08-17     | 83              | PSV Eindhoven            |
| 6      | Obrońca      | Thomas Helveg       | 1971-06-24     | 67              | Inter Mediolan           |
| 7      | Pomocnik     | Thomas Gravesen     | 1976-03-11     | 22              | Everton F.C.             |
| 8      | Napastnik    | Jesper Grønkjær     | 1977-08-12     | 25              | Chelsea F.C.             |
| 9      | Napastnik    | Jon Dahl Tomasson   | 1976-08-29     | 38              | Feyenoord                |
| 10     | Napastnik    | Martin Jørgensen    | 1975-10-06     | 32              | Udinese Calcio           |
| 11     | Napastnik    | Ebbe Sand           | 1972-07-19     | 44              | Schalke 04 Gelsenkirchen |
| 12     | Obrońca      | Niclas Jensen       | 1974-08-17     | 8               | Manchester City F.C.     |
| 13     | Obrońca      | Steven Lustü        | 1971-04-13     | 4               | Lyn Fotball              |
| 14     | Pomocnik     | Claus Jensen        | 1977-04-29     | 13              | Charlton Athletic F.C.   |
| 15     | Napastnik    | Jan Michaelsen      | 1970-11-28     | 11              | Panathinaikos AO         |
| 16     | Bramkarz     | Peter Kjær          | 1965-11-05     | 4               | Aberdeen F.C.            |
| 17     | Pomocnik     | Christian Poulsen   | 1980-02-28     | 3               | FC København             |
| 18     | Napastnik    | Peter Løvenkrands   | 1980-01-29     | 4               | Rangers F.C.             |
| 19     | Napastnik    | Dennis Rommedahl    | 1978-07-22     | 19              | PSV Eindhoven            |
| 20     | Obrońca      | Kasper Bøgelund     | 1980-10-08     | 2               | PSV Eindhoven            |
| 21     | Napastnik    | Peter Madsen        | 1978-04-26     | 4               | Brøndby IF               |
| 22     | Bramkarz     | Jesper Christiansen | 1978-04-24     | 0               | Vejle BK                 |
| 23     | Pomocnik     | Brian Steen Nielsen | 1968-12-28     | 65              | Malmö FF                 |
| Trener | Morten Olsen | Morten Olsen        |                |                 |                          |

## Francja
| #      | Pozycja       | Imię i nazwisko      | Data urodzenia | Liczba występów | Klub                   |
| ------ | ------------- | -------------------- | -------------- | --------------- | ---------------------- |
| 1      | Bramkarz      | Ulrich Ramé          | 1972-09-19     | 11              | Girondins Bordeaux     |
| 2      | Obrońca       | Vincent Candela      | 1973-10-24     | 36              | AS Roma                |
| 3      | Obrońca       | Bixente Lizarazu     | 1969-12-09     | 74              | Bayern Monachium       |
| 4      | Pomocnik      | Patrick Vieira       | 1976-06-23     | 52              | Arsenal F.C.           |
| 5      | Obrońca       | Philippe Christanval | 1978-08-31     | 4               | FC Barcelona           |
| 6      | Pomocnik      | Youri Djorkaeff      | 1968-03-09     | 79              | Bolton Wanderers F.C.  |
| 7      | Pomocnik      | Claude Makélélé      | 1973-02-18     | 14              | Real Madryt            |
| 8      | Obrońca       | Marcel Desailly      | 1968-09-07     | 93              | Chelsea F.C.           |
| 9      | Napastnik     | Djibril Cissé        | 1981-08-12     | 1               | AJ Auxerre             |
| 10     | Pomocnik      | Zinédine Zidane      | 1972-06-23     | 73              | Real Madryt            |
| 11     | Napastnik     | Sylvain Wiltord      | 1974-05-10     | 38              | Arsenal F.C.           |
| 12     | Napastnik     | Thierry Henry        | 1977-08-17     | 35              | Arsenal F.C.           |
| 13     | Obrońca       | Mikaël Silvestre     | 1977-08-09     | 10              | Manchester United F.C. |
| 14     | Pomocnik      | Alain Boghossian     | 1970-10-27     | 26              | AC Parma               |
| 15     | Obrońca       | Lilian Thuram        | 1972-01-01     | 73              | Juventus F.C.          |
| 16     | Bramkarz      | Fabien Barthez       | 1971-06-28     | 47              | Manchester United F.C. |
| 17     | Pomocnik      | Emmanuel Petit       | 1970-09-22     | 57              | Chelsea F.C.           |
| 18     | Obrońca       | Frank Lebœuf         | 1968-01-22     | 47              | Olympique Marsylia     |
| 19     | Obrońca       | Willy Sagnol         | 1977-03-18     | 9               | Bayern Monachium       |
| 20     | Napastnik     | David Trezeguet      | 1977-10-15     | 36              | Juventus F.C.          |
| 21     | Napastnik     | Christophe Dugarry   | 1972-03-24     | 51              | Girondins Bordeaux     |
| 22     | Pomocnik      | Johan Micoud         | 1973-07-24     | 14              | AC Parma               |
| 23     | Bramkarz      | Grégory Coupet       | 1972-12-31     | 1               | Olympique Lyon         |
| Trener | Roger Lemerre | Roger Lemerre        |                |                 |                        |

## Senegal
| #      | Pozycja     | Imię i nazwisko   | Data urodzenia | Liczba występów | Klub                |
| ------ | ----------- | ----------------- | -------------- | --------------- | ------------------- |
| 1      | Bramkarz    | Tony Sylva        | 1975-05-17     | 15              | AS Monaco           |
| 2      | Obrońca     | Omar Daf          | 1977-02-12     | 31              | FC Sochaux          |
| 3      | Pomocnik    | Pape Sarr         | 1977-12-07     | 22              | RC Lens             |
| 4      | Obrońca     | Pape Malick Diop  | 1974-12-29     | 25              | FC Lorient          |
| 5      | Obrońca     | Alassane N’Dour   | 1981-12-12     | 7               | AS Saint-Étienne    |
| 6      | Obrońca     | Aliou Cissé       | 1976-03-24     | 20              | HSC Montpellier     |
| 7      | Napastnik   | Henri Camara      | 1977-05-10     | 34              | CS Sedan            |
| 8      | Napastnik   | Amara Traoré      | 1965-09-25     | 12              | FC Gueugnon         |
| 9      | Napastnik   | Souleymane Camara | 1982-12-22     | 9               | AS Monaco           |
| 10     | Pomocnik    | Khalilou Fadiga   | 1974-12-30     | 25              | AJ Auxerre          |
| 11     | Napastnik   | El Hadji Diouf    | 1981-01-15     | 21              | RC Lens             |
| 12     | Pomocnik    | Amdy Faye         | 1977-03-12     | 6               | AJ Auxerre          |
| 13     | Obrońca     | Lamine Diatta     | 1975-07-02     | 19              | Stade Rennais       |
| 14     | Pomocnik    | Moussa N’Diaye    | 1979-02-20     | 38              | CS Sedan            |
| 15     | Pomocnik    | Salif Diao        | 1977-02-10     | 20              | CS Sedan            |
| 16     | Bramkarz    | Oumar Diallo      | 1972-09-28     | 42              | Olympique Khouribga |
| 17     | Obrońca     | Ferdinand Coly    | 1973-09-10     | 16              | RC Lens             |
| 18     | Napastnik   | Pape Thiaw        | 1981-02-05     | 13              | RC Strasbourg       |
| 19     | Pomocnik    | Papa Bouba Diop   | 1978-01-28     | 12              | RC Lens             |
| 20     | Pomocnik    | Sylvain N’Diaye   | 1976-06-25     | 6               | Lille OSC           |
| 21     | Obrońca     | Habib Beye        | 1977-10-19     | 6               | RC Strasbourg       |
| 22     | Bramkarz    | Kalidou Cissokho  | 1972-12-14     | 0               | ASC Jeanne d’Arc    |
| 23     | Pomocnik    | Makhtar N’Diaye   | 1981-12-31     | 11              | Stade Rennais       |
| Trener | Bruno Metsu | Bruno Metsu       |                |                 |                     |

## Urugwaj
| #      | Pozycja    | Imię i nazwisko       | Data urodzenia | Liczba występów | Klub                      |
| ------ | ---------- | --------------------- | -------------- | --------------- | ------------------------- |
| 1      | Bramkarz   | Fabián Héctor Carini  | 1979-12-26     | 35              | Juventus F.C.             |
| 2      | Obrońca    | Gustavo Méndez        | 1971-02-03     | 45              | Club Nacional de Football |
| 3      | Obrońca    | Alejandro Lembo       | 1978-02-15     | 31              | Club Nacional de Football |
| 4      | Obrońca    | Paolo Montero         | 1971-09-03     | 45              | Juventus F.C.             |
| 5      | Pomocnik   | Pablo García          | 1977-05-11     | 36              | SSC Venezia               |
| 6      | Obrońca    | Darío Rodríguez       | 1974-09-17     | 21              | Club Atlético Peñarol     |
| 7      | Pomocnik   | Gianni Guigou         | 1975-02-22     | 36              | AS Roma                   |
| 8      | Pomocnik   | Gustavo Varela        | 1978-05-14     | 7               | Club Nacional de Football |
| 9      | Napastnik  | Darío Silva           | 1972-11-02     | 36              | Málaga CF                 |
| 10     | Pomocnik   | Fabián O’Neill        | 1973-10-14     | 19              | Perugia Calcio            |
| 11     | Napastnik  | Federico Magallanes   | 1976-08-22     | 24              | SSC Venezia               |
| 12     | Bramkarz   | Gustavo Munúa         | 1978-01-27     | 9               | Club Nacional de Football |
| 13     | Napastnik  | Sebastián Abreu       | 1976-10-17     | 13              | Cruz Azul                 |
| 14     | Obrońca    | Gonzalo Sorondo       | 1979-10-09     | 18              | Inter Mediolan            |
| 15     | Pomocnik   | Nicolás Olivera       | 1978-05-30     | 26              | Sevilla FC                |
| 16     | Pomocnik   | Marcelo Romero        | 1976-07-04     | 22              | Málaga CF                 |
| 17     | Pomocnik   | Mario Regueiro        | 1978-09-14     | 14              | Racing Santander          |
| 18     | Napastnik  | Richard Morales       | 1975-02-21     | 12              | Club Nacional de Football |
| 19     | Obrońca    | Joe Bizera            | 1980-05-17     | 9               | Club Atlético Peñarol     |
| 20     | Napastnik  | Álvaro Recoba         | 1976-03-17     | 43              | Inter Mediolan            |
| 21     | Napastnik  | Diego Forlán          | 1979-05-19     | 4               | Manchester United F.C.    |
| 22     | Pomocnik   | Gonzalo de los Santos | 1976-07-19     | 28              | Valencia CF               |
| 23     | Bramkarz   | Federico Elduayén     | 1977-06-25     | 1               | Club Atlético Peñarol     |
| Trener | Víctor Púa | Víctor Púa            |                |                 |                           |

## Paragwaj
| #      | Pozycja        | Imię i nazwisko     | Data urodzenia | Liczba występów | Klub                      |
| ------ | -------------- | ------------------- | -------------- | --------------- | ------------------------- |
| 1      | Bramkarz       | José Luis Chilavert | 1965-07-27     | 69              | RC Strasbourg             |
| 2      | Obrońca        | Francisco Arce      | 1971-04-02     | 51              | SE Palmeiras              |
| 3      | Obrońca        | Pedro Sarabia       | 1975-07-05     | 40              | Club Atlético River Plate |
| 4      | Obrońca        | Carlos Gamarra      | 1971-02-17     | 76              | AEK Ateny                 |
| 5      | Obrońca        | Celso Ayala         | 1970-08-20     | 76              | Club Atlético River Plate |
| 6      | Pomocnik       | Estanislao Struway  | 1968-06-25     | 69              | Club Libertad             |
| 7      | Napastnik      | Richart Báez        | 1973-07-31     | 25              | Club Olimpia              |
| 8      | Pomocnik       | Guido Alvarenga     | 1970-08-24     | 18              | Club León                 |
| 9      | Napastnik      | Roque Santa Cruz    | 1981-08-16     | 24              | Bayern Monachium          |
| 10     | Pomocnik       | Roberto Acuña       | 1972-03-25     | 77              | Real Saragossa            |
| 11     | Napastnik      | Jorge Campos        | 1970-08-11     | 31              | CD Universidad Católica   |
| 12     | Bramkarz       | Justo Villar        | 1977-06-30     | 8               | Club Libertad             |
| 13     | Pomocnik       | Carlos Paredes      | 1976-07-16     | 41              | FC Porto                  |
| 14     | Pomocnik       | Diego Gavilán       | 1980-03-01     | 21              | Tecos UAG Guadalajara     |
| 15     | Pomocnik       | Carlos Bonet        | 1977-10-02     | 3               | Club Libertad             |
| 16     | Pomocnik       | Gustavo Morínigo    | 1977-01-23     | 11              | Club Libertad             |
| 17     | Obrońca        | Juan Carlos Franco  | 1973-04-17     | 3               | Club Olimpia              |
| 18     | Obrońca        | Julio César Cáceres | 1979-10-05     | 1               | Club Olimpia              |
| 19     | Obrońca        | Daniel Sanabria     | 1977-02-08     | 6               | Club Libertad             |
| 20     | Napastnik      | José Cardozo        | 1971-03-19     | 57              | Deportivo Toluca          |
| 21     | Obrońca        | Denis Caniza        | 1974-08-29     | 49              | Santos Laguna Torreón     |
| 22     | Bramkarz       | Ricardo Tavarelli   | 1970-08-02     | 20              | Club Olimpia              |
| 23     | Napastnik      | Nelson Cuevas       | 1980-01-10     | 11              | Club Atlético River Plate |
| Trener | Cesare Maldini | Cesare Maldini      |                |                 |                           |

## Słowenia
| #      | Pozycja        | Imię i nazwisko     | Data urodzenia | Liczba występów | Klub                      |
| ------ | -------------- | ------------------- | -------------- | --------------- | ------------------------- |
| 1      | Bramkarz       | Marko Simeunovič    | 1967-12-06     | 43              | NK Maribor                |
| 2      | Obrońca        | Goran Sankovič      | 1979-06-18     | 5               | Slavia Praga              |
| 3      | Obrońca        | Željko Milinovič    | 1969-10-12     | 35              | JEF United Ichihara Chiba |
| 4      | Obrońca        | Muamer Vugdalič     | 1977-08-25     | 13              | NK Maribor                |
| 5      | Obrońca        | Marinko Galič       | 1970-04-22     | 65              | FC Koper                  |
| 6      | Obrońca        | Aleksander Knavs    | 1975-12-05     | 38              | 1. FC Kaiserslautern      |
| 7      | Pomocnik       | Džoni Novak         | 1969-09-04     | 68              | SpVgg Unterhaching        |
| 8      | Pomocnik       | Aleš Čeh            | 1968-04-07     | 71              | GAK Graz                  |
| 9      | Napastnik      | Milan Osterc        | 1975-07-04     | 41              | Hapoel Tel Awiw           |
| 10     | Pomocnik       | Zlatko Zahovič      | 1971-02-01     | 64              | SL Benfica                |
| 11     | Pomocnik       | Miran Pavlin        | 1971-10-08     | 45              | FC Porto                  |
| 12     | Bramkarz       | Mladen Dabanovič    | 1971-09-13     | 20              | KSC Lokeren               |
| 13     | Napastnik      | Mladen Rudonja      | 1971-07-26     | 58              | Portsmouth F.C.           |
| 14     | Pomocnik       | Saša Gajser         | 1974-02-11     | 20              | KAA Gent                  |
| 15     | Pomocnik       | Rajko Tavčar        | 1974-07-21     | 6               | 1. FC Nürnberg            |
| 16     | Napastnik      | Senad Tiganj        | 1975-08-28     | 3               | Olimpija Lublana          |
| 17     | Pomocnik       | Zoran Pavlovič      | 1976-06-27     | 21              | Austria Wiedeń            |
| 18     | Pomocnik       | Milenko Ačimovič    | 1977-02-15     | 39              | Tottenham Hotspur F.C.    |
| 19     | Pomocnik       | Amir Karič          | 1973-12-31     | 43              | NK Maribor                |
| 20     | Pomocnik       | Nastja Čeh          | 1978-01-26     | 6               | Club Brugge               |
| 21     | Napastnik      | Sebastjan Cimirotič | 1974-09-14     | 12              | US Lecce                  |
| 22     | Bramkarz       | Dejan Nemec         | 1977-03-01     | 1               | Club Brugge               |
| 23     | Obrońca        | Spasoje Bulajič     | 1975-11-24     | 15              | 1. FC Köln                |
| Trener | Srečko Katanec | Srečko Katanec      |                |                 |                           |

## RPA
| #      | Pozycja   | Imię i nazwisko      | Data urodzenia | Liczba występów | Klub                   |
| ------ | --------- | -------------------- | -------------- | --------------- | ---------------------- |
| 1      | Bramkarz  | Hans Vonk            | 1970-01-30     | 29              | SC Heerenveen          |
| 2      | Obrońca   | Cyril Nzama          | 1974-06-26     | 19              | Kaizer Chiefs FC       |
| 3      | Obrońca   | Bradley Carnell      | 1977-01-21     | 21              | VfB Stuttgart          |
| 4      | Obrońca   | Aaron Mokoena        | 1980-11-25     | 22              | Beerschot A.C.         |
| 5      | Obrońca   | Jacob Lekgetho       | 1974-03-24     | 15              | Lokomotiw Moskwa       |
| 6      | Pomocnik  | MacBeth Sibaya       | 1977-11-25     | 9               | Jomo Cosmos            |
| 7      | Pomocnik  | Quinton Fortune      | 1977-05-21     | 39              | Manchester United F.C. |
| 8      | Pomocnik  | Thabo Mngomeni       | 1969-06-24     | 37              | Orlando Pirates        |
| 9      | Pomocnik  | MacDonald Mukansi    | 1975-05-26     | 7               | Łokomotiw Sofi         |
| 10     | Pomocnik  | Bennett Mnguni       | 1974-03-18     | 9               | Lokomotiw Moskwa       |
| 11     | Pomocnik  | Jabu Pule            | 1980-07-11     | 9               | Kaizer Chiefs FC       |
| 12     | Pomocnik  | Teboho Mokoena       | 1974-07-10     | 10              | FC Sankt Gallen        |
| 13     | Obrońca   | Pierre Issa          | 1975-09-12     | 41              | Watford F.C.           |
| 14     | Napastnik | Siyabonga Nomvethe   | 1977-12-02     | 30              | Udinese Calcio         |
| 15     | Pomocnik  | Sibusiso Zuma        | 1975-06-23     | 22              | FC København           |
| 16     | Bramkarz  | Andre Arendse        | 1967-06-27     | 49              | Santos FC              |
| 17     | Napastnik | Benny McCarthy       | 1977-11-12     | 43              | FC Porto               |
| 18     | Pomocnik  | Delron Buckley       | 1977-12-07     | 32              | VfL Bochum             |
| 19     | Obrońca   | Lucas Radebe         | 1969-04-12     | 65              | Leeds United F.C.      |
| 20     | Bramkarz  | Calvin Marlin        | 1976-04-20     | 2               | Ajax Kapsztad          |
| 21     | Pomocnik  | Steven Pienaar       | 1982-03-17     | 0               | AFC Ajax               |
| 22     | Obrońca   | Thabang Molefe       | 1979-04-11     | 5               | Jomo Cosmos            |
| 23     | Napastnik | George Koumantarakis | 1974-03-27     | 6               | FC Basel               |
| Trener | Jomo Sono | Jomo Sono            |                |                 |                        |

## Hiszpania
| #      | Pozycja              | Imię i nazwisko      | Data urodzenia | Liczba występów | Klub                |
| ------ | -------------------- | -------------------- | -------------- | --------------- | ------------------- |
| 1      | Bramkarz             | Iker Casillas        | 1981-05-20     | 13              | Real Madryt         |
| 2      | Obrońca              | Curro Torres         | 1976-12-27     | 4               | Valencia CF         |
| 3      | Obrońca              | Juanfran             | 1976-07-15     | 7               | Celta Vigo          |
| 4      | Pomocnik             | Iván Helguera        | 1975-03-18     | 22              | Real Madryt         |
| 5      | Obrońca              | Carles Puyol         | 1978-04-13     | 8               | FC Barcelona        |
| 6      | Obrońca              | Fernando Hierro      | 1968-03-23     | 85              | Real Madryt         |
| 7      | Napastnik            | Raúl                 | 1977-06-27     | 51              | Real Madryt         |
| 8      | Pomocnik             | Rubén Baraja         | 1975-07-11     | 9               | Valencia CF         |
| 9      | Napastnik            | Fernando Morientes   | 1976-04-05     | 19              | Real Madryt         |
| 10     | Napastnik            | Diego Tristán        | 1976-01-05     | 7               | Deportivo La Coruña |
| 11     | Napastnik            | Javier de Pedro      | 1973-08-04     | 5               | Real Sociedad       |
| 12     | Napastnik            | Albert Luque         | 1978-03-11     | 0               | RCD Mallorca        |
| 13     | Bramkarz             | Ricardo              | 1971-12-30     | 1               | Real Valladolid     |
| 14     | Pomocnik             | David Albelda        | 1977-09-01     | 2               | Valencia CF         |
| 15     | Obrońca              | Enrique Romero       | 1971-06-23     | 3               | Deportivo La Coruña |
| 16     | Pomocnik             | Gaizka Mendieta      | 1974-03-27     | 32              | S.S. Lazio          |
| 17     | Pomocnik             | Juan Carlos Valerón  | 1975-06-17     | 20              | Deportivo La Coruña |
| 18     | Pomocnik             | Sergio               | 1976-11-10     | 5               | Deportivo La Coruña |
| 19     | Pomocnik             | Xavi                 | 1980-01-25     | 3               | FC Barcelona        |
| 20     | Obrońca              | Miguel Ángel Nadal   | 1966-07-28     | 59              | RCD Mallorca        |
| 21     | Pomocnik             | Luis Enrique         | 1970-05-08     | 57              | FC Barcelona        |
| 22     | Pomocnik             | Joaquín              | 1981-07-21     | 3               | Real Betis          |
| 23     | Bramkarz             | Pedro Contreras      | 1972-01-07     | 0               | Málaga CF           |
| Trener | José Antonio Camacho | José Antonio Camacho |                |                 |                     |

## Brazylia
| #      | Pozycja             | Imię i nazwisko     | Data urodzenia | Liczba występów | Klub                     |
| ------ | ------------------- | ------------------- | -------------- | --------------- | ------------------------ |
| 1      | Bramkarz            | Marcos              | 1973-08-04     | 15              | SE Palmeiras             |
| 2      | Obrońca             | Cafu                | 1970-06-07     | 103             | AS Roma                  |
| 3      | Obrońca             | Lúcio               | 1978-05-08     | 15              | Bayer 04 Leverkusen      |
| 4      | Obrońca             | Roque Júnior        | 1976-08-31     | 17              | A.C. Milan               |
| 5      | Obrońca             | Edmílson            | 1976-07-10     | 12              | Olympique Lyon           |
| 6      | Obrońca             | Roberto Carlos      | 1973-04-10     | 84              | Real Madryt              |
| 7      | Pomocnik            | Ricardinho          | 1976-05-23     | 3               | Corinthians São Paulo    |
| 8      | Pomocnik            | Gilberto Silva      | 1976-10-07     | 6               | Clube Atlético Mineiro   |
| 9      | Napastnik           | Ronaldo             | 1976-09-22     | 56              | Inter Mediolan           |
| 10     | Napastnik           | Rivaldo             | 1972-04-29     | 58              | FC Barcelona             |
| 11     | Pomocnik            | Ronaldinho          | 1980-03-21     | 24              | Paris Saint-Germain F.C. |
| 12     | Bramkarz            | Dida                | 1973-10-07     | 49              | Corinthians São Paulo    |
| 13     | Obrońca             | Juliano Belletti    | 1976-06-20     | 10              | São Paulo FC             |
| 14     | Obrońca             | Ânderson Polga      | 1979-02-09     | 5               | Grêmio Porto Alegre      |
| 15     | Pomocnik            | Kléberson           | 1979-06-19     | 5               | Athletico Paranaense     |
| 16     | Obrońca             | Júnior              | 1973-06-20     | 12              | AC Parma                 |
| 17     | Napastnik           | Denílson            | 1977-08-24     | 53              | Real Betis               |
| 18     | Pomocnik            | Vampeta             | 1974-03-13     | 36              | Corinthians São Paulo    |
| 19     | Pomocnik            | Juninho Paulista    | 1973-02-22     | 43              | CR Flamengo              |
| 20     | Napastnik           | Edílson             | 1970-09-17     | 17              | Cruzeiro EC              |
| 21     | Napastnik           | Luizão              | 1975-11-14     | 8               | Grêmio Porto Alegre      |
| 22     | Bramkarz            | Rogério Ceni        | 1973-01-22     | 12              | São Paulo FC             |
| 23     | Pomocnik            | Kaká                | 1982-04-22     | 2               | São Paulo FC             |
| Trener | Luiz Felipe Scolari | Luiz Felipe Scolari |                |                 |                          |

## Chiny
| #      | Pozycja          | Imię i nazwisko  | Data urodzenia | Liczba występów | Klub                 |
| ------ | ---------------- | ---------------- | -------------- | --------------- | -------------------- |
| 1      | Bramkarz         | An Qi            | 1981-06-21     | 4               | Dalian Shide         |
| 2      | Obrońca          | Zhang Enhua      | 1974-05-11     | 65              | Dalian Shide         |
| 3      | Obrońca          | Yang Pu          | 1978-03-30     | 9               | Beijing Guo’an       |
| 4      | Obrońca          | Wu Chengying     | 1975-04-21     | 47              | Shanghai Shenhua     |
| 5      | Obrońca          | Fan Zhiyi        | 1970-01-22     | 105             | Dundee F.C.          |
| 6      | Pomocnik         | Shao Jiayi       | 1980-04-10     | 21              | Beijing Guo’an       |
| 7      | Obrońca          | Sun Jihai        | 1977-09-30     | 57              | Manchester City F.C. |
| 8      | Pomocnik         | Li Tie           | 1977-09-18     | 67              | Liaoning             |
| 9      | Pomocnik         | Ma Mingyu        | 1972-08-10     | 86              | Sichuan Guancheng    |
| 10     | Napastnik        | Hao Haidong      | 1970-08-25     | 90              | Dalian Shide         |
| 11     | Pomocnik         | Yu Genwei        | 1976-08-19     | 13              | Tianjin Teda FC      |
| 12     | Napastnik        | Su Maozhen       | 1972-07-30     | 48              | Shandong Luneng      |
| 13     | Pomocnik         | Gao Yao          | 1977-07-13     | 6               | Shandong Luneng      |
| 14     | Obrońca          | Li Weifeng       | 1978-01-26     | 48              | Shenzhen Ping’an     |
| 15     | Pomocnik         | Zhao Junzhe      | 1979-04-18     | 0               | Beijing Guo’an       |
| 16     | Napastnik        | Qu Bo            | 1981-07-15     | 0               | Qingdao Hainiu       |
| 17     | Obrońca          | Du Wei           | 1982-02-09     | 3               | Shanghai Shenhua     |
| 18     | Pomocnik         | Li Xiaopeng      | 1976-11-05     | 20              | Shandong Luneng      |
| 19     | Pomocnik         | Qi Hong          | 1976-06-03     | 34              | Shanghai Zhongyuan   |
| 20     | Napastnik        | Yang Chen        | 1974-01-17     | 24              | Eintracht Frankfurt  |
| 21     | Obrońca          | Xu Yunlong       | 1979-02-17     | 0               | Beijing Guo’an       |
| 22     | Bramkarz         | Jiang Jin        | 1969-10-07     | 52              | Tianjin Teda FC      |
| 23     | Bramkarz         | Ou Chuliang      | 1968-08-26     | 0               | Yunnan Hongta        |
| Trener | Bora Milutinović | Bora Milutinović |                |                 |                      |

## Kostaryka
| #      | Pozycja             | Imię i nazwisko     | Data urodzenia | Liczba występów | Klub                 |
| ------ | ------------------- | ------------------- | -------------- | --------------- | -------------------- |
| 1      | Bramkarz            | Erick Lonnis        | 1965-09-09     | 74              | Deportivo Saprissa   |
| 2      | Obrońca             | Jervis Drummond     | 1976-09-08     | 38              | Deportivo Saprissa   |
| 3      | Obrońca             | Luis Marín          | 1974-10-08     | 74              | LD Alajuelense       |
| 4      | Obrońca             | Mauricio Wright     | 1970-12-20     | 40              | CS Herediano         |
| 5      | Obrońca             | Gilberto Martínez   | 1979-10-01     | 27              | Deportivo Saprissa   |
| 6      | Pomocnik            | Wilmer López        | 1971-08-03     | 68              | LD Alajuelense       |
| 7      | Napastnik           | Rolando Fonseca     | 1974-06-06     | 79              | Deportivo Saprissa   |
| 8      | Pomocnik            | Mauricio Solís      | 1972-12-13     | 84              | LD Alajuelense       |
| 9      | Napastnik           | Paulo Wanchope      | 1976-07-31     | 48              | Manchester City F.C. |
| 10     | Pomocnik            | Walter Centeno      | 1974-10-06     | 49              | Deportivo Saprissa   |
| 11     | Napastnik           | Rónald Gómez        | 1975-01-24     | 53              | OFI Kreta            |
| 12     | Napastnik           | Winston Parks       | 1981-10-12     | 3               | Udinese Calcio       |
| 13     | Napastnik           | Daniel Vallejos     | 1981-05-27     | 2               | CS Herediano         |
| 14     | Obrońca             | Juan José Rodríguez | 1967-06-23     | 2               | AD San Carlos        |
| 15     | Obrońca             | Harold Wallace      | 1975-09-07     | 54              | LD Alajuelense       |
| 16     | Napastnik           | Steven Bryce        | 1977-08-16     | 33              | LD Alajuelense       |
| 17     | Pomocnik            | Hernán Medford      | 1968-05-23     | 87              | Deportivo Saprissa   |
| 18     | Bramkarz            | Álvaro Mesén        | 1972-12-24     | 16              | LD Alajuelense       |
| 19     | Pomocnik            | Rodrigo Cordero     | 1973-12-04     | 25              | CS Herediano         |
| 20     | Napastnik           | William Sunsing     | 1977-05-12     | 23              | CS Herediano         |
| 21     | Obrońca             | Pablo Chinchilla    | 1978-12-21     | 12              | LD Alajuelense       |
| 22     | Obrońca             | Carlos Castro       | 1978-09-10     | 22              | LD Alajuelense       |
| 23     | Bramkarz            | Léster Morgan       | 1976-05-02     | 5               | CS Herediano         |
| Trener | Alexandre Guimarães | Alexandre Guimarães |                |                 |                      |

## Turcja
| #      | Pozycja     | Imię i nazwisko  | Data urodzenia | Liczba występów | Klub                  |
| ------ | ----------- | ---------------- | -------------- | --------------- | --------------------- |
| 1      | Bramkarz    | Rüştü Reçber     | 1973-05-10     | 64              | Fenerbahçe SK         |
| 2      | Obrońca     | Emre Aşık        | 1973-12-13     | 16              | Galatasaray SK        |
| 3      | Obrońca     | Bülent Korkmaz   | 1968-11-24     | 68              | Galatasaray SK        |
| 4      | Obrońca     | Fatih Akyel      | 1977-12-26     | 36              | Fenerbahçe SK         |
| 5      | Obrońca     | Alpay Özalan     | 1973-05-29     | 62              | Aston Villa F.C.      |
| 6      | Napastnik   | Arif Erdem       | 1972-01-02     | 50              | Galatasaray SK        |
| 7      | Pomocnik    | Okan Buruk       | 1973-10-19     | 26              | Inter Mediolan        |
| 8      | Pomocnik    | Tugay Kerimoğlu  | 1970-08-24     | 69              | Blackburn Rovers F.C. |
| 9      | Napastnik   | Hakan Şükür      | 1971-09-01     | 73              | AC Parma              |
| 10     | Pomocnik    | Yıldıray Baştürk | 1978-12-24     | 13              | Bayer 04 Leverkusen   |
| 11     | Napastnik   | Hasan Şaş        | 1976-08-01     | 14              | Galatasaray SK        |
| 12     | Bramkarz    | Ömer Çatkıç      | 1974-10-15     | 6               | Gaziantepspor         |
| 13     | Pomocnik    | Muzzy İzzet      | 1974-10-31     | 7               | Leicester City F.C.   |
| 14     | Pomocnik    | Tayfur Havutçu   | 1970-04-23     | 39              | Beşiktaş JK           |
| 15     | Napastnik   | Nihat Kahveci    | 1979-11-23     | 11              | Real Sociedad         |
| 16     | Obrońca     | Ümit Özat        | 1976-10-30     | 14              | Fenerbahçe SK         |
| 17     | Napastnik   | İlhan Mansız     | 1975-08-10     | 6               | Beşiktaş JK           |
| 18     | Pomocnik    | Ergün Penbe      | 1972-05-17     | 21              | Galatasaray SK        |
| 19     | Pomocnik    | Abdullah Ercan   | 1971-12-08     | 70              | Fenerbahçe SK         |
| 20     | Obrońca     | Hakan Ünsal      | 1973-05-14     | 25              | Blackburn Rovers F.C. |
| 21     | Pomocnik    | Emre Belözoğlu   | 1980-09-07     | 11              | Inter Mediolan        |
| 22     | Pomocnik    | Ümit Davala      | 1973-07-30     | 24              | A.C. Milan            |
| 23     | Bramkarz    | Zafer Özgültekin | 1975-03-10     | 1               | Ankaragücü            |
| Trener | Şenol Güneş | Şenol Güneş      |                |                 |                       |

## Polska
| #      | Pozycja     | Imię i nazwisko    | Data urodzenia | Liczba występów | Klub                     |
| ------ | ----------- | ------------------ | -------------- | --------------- | ------------------------ |
| 1      | Bramkarz    | Jerzy Dudek        | 1973-03-23     | 21              | Liverpool F.C.           |
| 2      | Obrońca     | Tomasz Kłos        | 1973-03-07     | 37              | 1. FC Kaiserslautern     |
| 3      | Obrońca     | Jacek Zieliński    | 1967-10-10     | 52              | Legia Warszawa           |
| 4      | Obrońca     | Michał Żewłakow    | 1976-04-22     | 25              | Excelsior Mouscron       |
| 5      | Pomocnik    | Tomasz Rząsa       | 1973-03-11     | 9               | Feyenoord                |
| 6      | Obrońca     | Tomasz Hajto       | 1972-10-16     | 44              | Schalke 04 Gelsenkirchen |
| 7      | Pomocnik    | Piotr Świerczewski | 1972-04-08     | 65              | Olympique Marsylia       |
| 8      | Napastnik   | Cezary Kucharski   | 1972-02-17     | 15              | Legia Warszawa           |
| 9      | Napastnik   | Paweł Kryszałowicz | 1974-06-23     | 23              | Eintracht Frankfurt      |
| 10     | Pomocnik    | Radosław Kałużny   | 1974-02-02     | 30              | Energie Cottbus          |
| 11     | Napastnik   | Emmanuel Olisadebe | 1978-12-22     | 16              | Panathinaikos AO         |
| 12     | Bramkarz    | Radosław Majdan    | 1972-05-10     | 5               | Göztepe A.Ş.             |
| 13     | Obrońca     | Arkadiusz Głowacki | 1979-03-13     | 2               | Wisła Kraków             |
| 14     | Napastnik   | Marcin Żewłakow    | 1976-04-22     | 17              | Excelsior Mouscron       |
| 15     | Obrońca     | Tomasz Wałdoch     | 1971-05-10     | 71              | Schalke 04 Gelsenkirchen |
| 16     | Pomocnik    | Maciej Murawski    | 1974-02-20     | 4               | Legia Warszawa           |
| 17     | Pomocnik    | Arkadiusz Bąk      | 1974-10-06     | 12              | Widzew Łódź              |
| 18     | Pomocnik    | Jacek Krzynówek    | 1976-05-15     | 23              | 1. FC Nürnberg           |
| 19     | Napastnik   | Maciej Żurawski    | 1976-09-12     | 9               | Wisła Kraków             |
| 20     | Obrońca     | Jacek Bąk          | 1973-03-24     | 36              | RC Lens                  |
| 21     | Obrońca     | Marek Koźmiński    | 1971-02-07     | 42              | Ancona Calcio            |
| 22     | Bramkarz    | Adam Matysek       | 1968-07-19     | 34              | RKS Radomsko             |
| 23     | Pomocnik    | Paweł Sibik        | 1971-02-15     | 2               | Odra Wodzisław           |
| Trener | Jerzy Engel | Jerzy Engel        |                |                 |                          |

## Portugalia
| #      | Pozycja          | Imię i nazwisko  | Data urodzenia | Liczba występów | Klub               |
| ------ | ---------------- | ---------------- | -------------- | --------------- | ------------------ |
| 1      | Bramkarz         | Vítor Baía       | 1969-10-15     | 75              | FC Porto           |
| 2      | Obrońca          | Jorge Costa      | 1971-10-14     | 46              | FC Porto           |
| 3      | Obrońca          | Abel Xavier      | 1972-11-30     | 18              | Liverpool F.C.     |
| 4      | Obrońca          | Marco Caneira    | 1979-02-09     | 1               | SL Benfica         |
| 5      | Obrońca          | Fernando Couto   | 1969-08-02     | 82              | S.S. Lazio         |
| 6      | Pomocnik         | Paulo Sousa      | 1970-08-30     | 50              | RCD Espanyol       |
| 7      | Pomocnik         | Luís Figo        | 1972-11-04     | 81              | Real Madryt        |
| 8      | Napastnik        | João Pinto       | 1971-08-19     | 77              | Sporting CP        |
| 9      | Napastnik        | Pauleta          | 1973-04-28     | 33              | Girondins Bordeaux |
| 10     | Pomocnik         | Rui Costa        | 1972-03-29     | 67              | A.C. Milan         |
| 11     | Pomocnik         | Sérgio Conceição | 1974-11-15     | 41              | Inter Mediolan     |
| 12     | Pomocnik         | Hugo Viana       | 1983-01-15     | 4               | Sporting CP        |
| 13     | Obrońca          | Jorge Andrade    | 1979-04-09     | 5               | FC Porto           |
| 14     | Pomocnik         | Pedro Barbosa    | 1970-08-06     | 21              | Sporting CP        |
| 15     | Bramkarz         | Nélson Pereira   | 1975-10-20     | 1               | Sporting CP        |
| 16     | Bramkarz         | Ricardo          | 1976-02-11     | 10              | Boavista FC        |
| 17     | Pomocnik         | Paulo Bento      | 1969-06-20     | 31              | Sporting CP        |
| 18     | Obrońca          | Nuno Frechaut    | 1977-09-24     | 9               | Boavista FC        |
| 19     | Pomocnik         | Capucho          | 1972-02-21     | 29              | FC Porto           |
| 20     | Pomocnik         | Petit            | 1976-09-25     | 9               | Boavista FC        |
| 21     | Napastnik        | Nuno Gomes       | 1976-07-05     | 28              | ACF Fiorentina     |
| 22     | Obrońca          | Beto             | 1976-05-03     | 16              | Sporting CP        |
| 23     | Obrońca          | Rui Jorge        | 1973-03-27     | 20              | Sporting CP        |
| Trener | António Oliveira | António Oliveira |                |                 |                    |

## Korea Południowa
| #      | Pozycja      | Imię i nazwisko | Data urodzenia | Liczba występów | Klub                      |
| ------ | ------------ | --------------- | -------------- | --------------- | ------------------------- |
| 1      | Bramkarz     | Lee Woon-jae    | 1973-04-26     | 32              | Suwon Samsung Bluewings   |
| 2      | Pomocnik     | Hyun Yong-min   | 1979-12-25     | 8               | Ulsan Hyundai Horang-i    |
| 3      | Pomocnik     | Choi Sung-yong  | 1975-12-25     | 60              | Suwon Samsung Bluewings   |
| 4      | Obrońca      | Choi Jin-cheul  | 1971-03-26     | 15              | Jeonbuk Hyundai Motors    |
| 5      | Pomocnik     | Kim Nam-il      | 1977-03-14     | 21              | Chunnam Dragons           |
| 6      | Pomocnik     | Yoo Sang-chul   | 1971-10-18     | 92              | Kashiwa Reysol            |
| 7      | Obrońca      | Kim Tae-young   | 1970-11-08     | 74              | Chunnam Dragons           |
| 8      | Napastnik    | Choi Tae-uk     | 1981-03-13     | 16              | FC Seoul                  |
| 9      | Napastnik    | Seol Ki-hyeon   | 1979-01-08     | 31              | RSC Anderlecht            |
| 10     | Pomocnik     | Lee Young-pyo   | 1977-04-23     | 48              | FC Seoul                  |
| 11     | Napastnik    | Choi Yong-soo   | 1973-09-10     | 58              | JEF United Ichihara Chiba |
| 12     | Bramkarz     | Kim Byung-ji    | 1970-04-08     | 58              | Pohang Steelers           |
| 13     | Pomocnik     | Lee Eul-yong    | 1975-09-08     | 19              | Bucheon SK                |
| 14     | Pomocnik     | Lee Chun-soo    | 1981-07-09     | 22              | Ulsan Hyundai Horang-i    |
| 15     | Obrońca      | Lee Min-sung    | 1973-06-23     | 52              | Busan Icons               |
| 16     | Pomocnik     | Cha Du-ri       | 1980-07-25     | 12              | Korea University          |
| 17     | Pomocnik     | Yoon Jong-hwan  | 1973-02-16     | 36              | Cerezo Osaka              |
| 18     | Pomocnik     | Hwang Sun-hong  | 1968-07-14     | 95              | Kashiwa Reysol            |
| 19     | Napastnik    | Ahn Jung-hwan   | 1976-01-27     | 19              | Perugia Calcio            |
| 20     | Obrońca      | Hong Myung-bo   | 1969-02-12     | 124             | Pohang Steelers           |
| 21     | Pomocnik     | Park Ji-sung    | 1981-02-25     | 30              | Kyoto Purple Sanga        |
| 22     | Pomocnik     | Song Chong-gug  | 1979-02-20     | 27              | Busan Icons               |
| 23     | Bramkarz     | Choi Eun-sung   | 1971-04-05     | 1               | Daejeon Citizen           |
| Trener | Guus Hiddink | Guus Hiddink    |                |                 |                           |

## Stany Zjednoczone
| #      | Pozycja     | Imię i nazwisko  | Data urodzenia | Liczba występów | Klub                   |
| ------ | ----------- | ---------------- | -------------- | --------------- | ---------------------- |
| 1      | Bramkarz    | Brad Friedel     | 1971-05-08     | 74              | Blackburn Rovers F.C.  |
| 2      | Pomocnik    | Frankie Hejduk   | 1974-08-05     | 38              | Bayer 04 Leverkusen    |
| 3      | Obrońca     | Gregg Berhalter  | 1973-08-01     | 25              | Crystal Palace F.C.    |
| 4      | Obrońca     | Pablo Mastroeni  | 1976-08-29     | 8               | Colorado Rapids        |
| 5      | Pomocnik    | John O’Brien     | 1977-08-29     | 13              | AFC Ajax               |
| 6      | Obrońca     | David Regis      | 1968-12-02     | 28              | FC Metz                |
| 7      | Pomocnik    | Eddie Lewis      | 1974-05-17     | 38              | Fulham F.C.            |
| 8      | Pomocnik    | Earnie Stewart   | 1969-03-28     | 77              | NAC Breda              |
| 9      | Napastnik   | Joe-Max Moore    | 1971-02-23     | 95              | Everton F.C.           |
| 10     | Pomocnik    | Claudio Reyna    | 1973-07-20     | 86              | Sunderland A.F.C.      |
| 11     | Napastnik   | Clint Mathis     | 1976-11-25     | 19              | MetroStars             |
| 12     | Obrońca     | Jeff Agoos       | 1968-02-05     | 127             | San Jose Earthquakes   |
| 13     | Pomocnik    | Cobi Jones       | 1970-06-16     | 153             | Los Angeles Galaxy     |
| 14     | Obrońca     | Steve Cherundolo | 1979-02-19     | 10              | Hannover 96            |
| 15     | Napastnik   | Josh Wolff       | 1977-02-25     | 16              | Chicago Fire           |
| 16     | Obrońca     | Carlos Llamosa   | 1969-06-30     | 26              | New England Revolution |
| 17     | Pomocnik    | DaMarcus Beasley | 1982-05-24     | 9               | Chicago Fire           |
| 18     | Bramkarz    | Kasey Keller     | 1969-11-29     | 58              | Tottenham Hotspur F.C. |
| 19     | Bramkarz    | Tony Meola       | 1969-02-21     | 98              | Kansas City Wizards    |
| 20     | Napastnik   | Brian McBride    | 1972-06-19     | 58              | Columbus Crew          |
| 21     | Napastnik   | Landon Donovan   | 1982-03-04     | 20              | San Jose Earthquakes   |
| 22     | Obrońca     | Tony Sanneh      | 1971-06-01     | 29              | 1. FC Nürnberg         |
| 23     | Obrońca     | Eddie Pope       | 1973-12-24     | 48              | D.C. United            |
| Trener | Bruce Arena | Bruce Arena      |                |                 |                        |

## Kamerun
| #      | Pozycja          | Imię i nazwisko      | Data urodzenia | Liczba występów | Klub                  |
| ------ | ---------------- | -------------------- | -------------- | --------------- | --------------------- |
| 1      | Bramkarz         | Alioum Boukar        | 1972-01-03     | 46              | Samsunspor            |
| 2      | Pomocnik         | Bill Tchato          | 1975-05-14     | 12              | Montpellier HSC       |
| 3      | Obrońca          | Pierre Womé          | 1979-03-26     | 46              | Bologna FC            |
| 4      | Obrońca          | Rigobert Song        | 1976-07-01     | 59              | 1. FC Köln            |
| 5      | Obrońca          | Raymond Kalla        | 1975-04-22     | 47              | CF Extremadura        |
| 6      | Obrońca          | Pierre Njanka        | 1975-03-15     | 31              | RC Strasbourg         |
| 7      | Pomocnik         | Joseph Ndo           | 1976-04-28     | 16              | Al Khalees            |
| 8      | Obrońca          | Geremi               | 1978-12-20     | 38              | Real Madryt           |
| 9      | Napastnik        | Samuel Eto’o         | 1981-03-10     | 27              | RCD Mallorca          |
| 10     | Napastnik        | Patrick M’Boma       | 1970-11-15     | 42              | Sunderland A.F.C.     |
| 11     | Napastnik        | Pius N’Diefi         | 1975-07-05     | 13              | CS Sedan              |
| 12     | Pomocnik         | Lauren               | 1977-01-19     | 15              | Arsenal F.C.          |
| 13     | Obrońca          | Lucien Mettomo       | 1977-04-19     | 17              | Manchester City F.C.  |
| 14     | Pomocnik         | Joël Epalle          | 1978-02-20     | 22              | Panathinaikos AO      |
| 15     | Pomocnik         | Nicolas Alnoudji     | 1979-12-09     | 15              | Çaykur Rizespor       |
| 16     | Bramkarz         | Jacques Songo’o      | 1964-03-17     | 66              | FC Metz               |
| 17     | Pomocnik         | Marc-Vivien Foé      | 1975-05-01     | 47              | Olympique Lyon        |
| 18     | Napastnik        | Patrick Suffo        | 1978-01-17     | 18              | Sheffield United F.C. |
| 19     | Pomocnik         | Eric Djemba-Djemba   | 1981-05-04     | 0               | FC Nantes             |
| 20     | Pomocnik         | Salomon Olembé       | 1980-12-08     | 39              | Olympique Marsylia    |
| 21     | Napastnik        | Joseph-Désiré Job    | 1977-12-01     | 34              | FC Metz               |
| 22     | Bramkarz         | Idriss Carlos Kameni | 1984-02-18     | 1               | Le Havre AC           |
| 23     | Pomocnik         | Daniel Ngom Kome     | 1980-05-19     | 4               | Numancia Soria        |
| Trener | Winfried Schäfer | Winfried Schäfer     |                |                 |                       |

## Niemcy
| #      | Pozycja     | Imię i nazwisko     | Data urodzenia | Liczba występów | Klub                     |
| ------ | ----------- | ------------------- | -------------- | --------------- | ------------------------ |
| 1      | Bramkarz    | Oliver Kahn         | 1969-06-15     | 45              | Bayern Monachium         |
| 2      | Obrońca     | Thomas Linke        | 1969-12-26     | 34              | Bayern Monachium         |
| 3      | Obrońca     | Marko Rehmer        | 1972-04-29     | 27              | Hertha BSC               |
| 4      | Obrońca     | Frank Baumann       | 1975-10-29     | 11              | Werder Brema             |
| 5      | Pomocnik    | Carsten Ramelow     | 1974-03-20     | 25              | Bayer 04 Leverkusen      |
| 6      | Obrońca     | Christian Ziege     | 1972-02-01     | 66              | Tottenham Hotspur F.C.   |
| 7      | Napastnik   | Oliver Neuville     | 1973-05-01     | 30              | Bayer 04 Leverkusen      |
| 8      | Pomocnik    | Dietmar Hamann      | 1973-08-27     | 40              | Liverpool F.C.           |
| 9      | Napastnik   | Carsten Jancker     | 1974-08-28     | 26              | Bayern Monachium         |
| 10     | Pomocnik    | Lars Ricken         | 1976-07-10     | 16              | Borussia Dortmund        |
| 11     | Napastnik   | Miroslav Klose      | 1978-06-09     | 12              | 1. FC Kaiserslautern     |
| 12     | Bramkarz    | Jens Lehmann        | 1969-11-10     | 14              | Borussia Dortmund        |
| 13     | Pomocnik    | Michael Ballack     | 1976-09-26     | 22              | Bayer 04 Leverkusen      |
| 14     | Napastnik   | Gerald Asamoah      | 1978-10-03     | 11              | Schalke 04 Gelsenkirchen |
| 15     | Obrońca     | Sebastian Kehl      | 1980-02-13     | 8               | Borussia Dortmund        |
| 16     | Pomocnik    | Jens Jeremies       | 1974-03-05     | 33              | Bayern Monachium         |
| 17     | Napastnik   | Marco Bode          | 1969-07-23     | 34              | Werder Brema             |
| 18     | Pomocnik    | Jörg Böhme          | 1974-01-22     | 6               | Schalke 04 Gelsenkirchen |
| 19     | Pomocnik    | Bernd Schneider     | 1973-11-17     | 9               | Bayer 04 Leverkusen      |
| 20     | Napastnik   | Oliver Bierhoff     | 1968-05-01     | 65              | AS Monaco                |
| 21     | Obrońca     | Christoph Metzelder | 1980-11-05     | 6               | Borussia Dortmund        |
| 22     | Pomocnik    | Torsten Frings      | 1976-11-22     | 8               | Werder Brema             |
| 23     | Bramkarz    | Hans-Jörg Butt      | 1974-05-28     | 2               | Bayer 04 Leverkusen      |
| Trener | Rudi Völler | Rudi Völler         |                |                 |                          |

## Irlandia
| #      | Pozycja       | Imię i nazwisko  | Data urodzenia | Liczba występów | Klub                   |
| ------ | ------------- | ---------------- | -------------- | --------------- | ---------------------- |
| 1      | Bramkarz      | Shay Given       | 1976-04-20     | 39              | Newcastle United F.C.  |
| 2      | Obrońca       | Steve Finnan     | 1976-04-20     | 13              | Fulham F.C.            |
| 3      | Obrońca       | Ian Harte        | 1977-08-31     | 40              | Leeds United F.C.      |
| 4      | Obrońca       | Kenny Cunningham | 1971-06-28     | 38              | Wimbledon F.C.         |
| 5      | Obrońca       | Steve Staunton   | 1969-01-19     | 98              | Aston Villa F.C.       |
| 6      | Pomocnik      | Roy Keane        | 1971-08-10     | 58              | Manchester United F.C. |
| 7      | Pomocnik      | Jason McAteer    | 1971-06-18     | 47              | Sunderland A.F.C.      |
| 8      | Pomocnik      | Matt Holland     | 1974-04-11     | 19              | Ipswich Town F.C.      |
| 9      | Napastnik     | Damien Duff      | 1979-03-02     | 26              | Blackburn Rovers F.C.  |
| 10     | Napastnik     | Robbie Keane     | 1980-07-08     | 33              | Leeds United F.C.      |
| 11     | Pomocnik      | Kevin Kilbane    | 1977-02-01     | 31              | Sunderland A.F.C.      |
| 12     | Pomocnik      | Mark Kinsella    | 1972-08-12     | 28              | Charlton Athletic F.C. |
| 13     | Napastnik     | David Connolly   | 1977-06-06     | 33              | Wimbledon F.C.         |
| 14     | Obrońca       | Gary Breen       | 1973-12-12     | 43              | Coventry City F.C.     |
| 15     | Obrońca       | Richard Dunne    | 1979-09-21     | 14              | Manchester City F.C.   |
| 16     | Bramkarz      | Dean Kiely       | 1970-10-10     | 6               | Charlton Athletic F.C. |
| 17     | Napastnik     | Niall Quinn      | 1966-10-06     | 88              | Sunderland A.F.C.      |
| 18     | Obrońca       | Gary Kelly       | 1974-07-09     | 46              | Leeds United F.C.      |
| 19     | Napastnik     | Clinton Morrison | 1979-05-14     | 7               | Crystal Palace F.C.    |
| 20     | Obrońca       | Andrew O’Brien   | 1979-06-29     | 5               | Newcastle United F.C.  |
| 21     | Napastnik     | Steven Reid      | 1981-03-10     | 5               | Millwall F.C.          |
| 22     | Pomocnik      | Lee Carsley      | 1974-02-28     | 19              | Everton F.C.           |
| 23     | Bramkarz      | Alan Kelly       | 1968-08-11     | 34              | Blackburn Rovers F.C.  |
| Trener | Mick McCarthy | Mick McCarthy    |                |                 |                        |

## Arabia Saudyjska
| #      | Pozycja         | Imię i nazwisko           | Data urodzenia | Liczba występów | Klub           |
| ------ | --------------- | ------------------------- | -------------- | --------------- | -------------- |
| 1      | Bramkarz        | Mohammed Al-Deayea        | 1972-08-02     | 168             | Al-Hilal       |
| 2      | Obrońca         | Mohammed Al-Jahani        | 1974-09-28     | 73              | Al-Ahli Dżudda |
| 3      | Obrońca         | Redha Tukar               | 1975-11-29     | 5               | Al-Shabab      |
| 4      | Obrońca         | Abdullah Zubromawi        | 1973-11-15     | 115             | Al-Ahli Dżudda |
| 5      | Obrońca         | Mohsin Harthi             | 1976-07-17     | 20              | An-Nassr       |
| 6      | Obrońca         | Fouzi Al-Shehri           | 1980-05-15     | 2               | Al-Ahli Dżudda |
| 7      | Pomocnik        | Ibrahim Al-Shahrani       | 1974-07-21     | 59              | Al-Ahli Dżudda |
| 8      | Pomocnik        | Muhammad Nur              | 1978-02-26     | 29              | Ittihad FC     |
| 9      | Napastnik       | Sami Al-Jaber             | 1972-12-11     | 148             | Al-Hilal       |
| 10     | Pomocnik        | Mohammad Al-Shalhoub      | 1980-12-08     | 17              | Al-Hilal       |
| 11     | Napastnik       | Obeid Al-Dosari           | 1975-10-02     | 97              | Al-Ahli Dżudda |
| 12     | Obrońca         | Ahmad Duchi               | 1976-10-25     | 47              | Al-Hilal       |
| 13     | Obrońca         | Hussein Sulaimani         | 1977-01-21     | 80              | Al-Ahli Dżudda |
| 14     | Pomocnik        | Abd al-Aziz Chathran      | 1973-07-31     | 0               | Al-Shabab      |
| 15     | Napastnik       | Abdullah Jumaan Al-Dosari | 1977-11-10     | 20              | Al-Hilal       |
| 16     | Pomocnik        | Khamis Al-Owairan         | 1973-09-08     | 76              | Ittihad FC     |
| 17     | Pomocnik        | Abdullah Al-Waked         | 1975-09-29     | 45              | Al-Shabab      |
| 18     | Pomocnik        | Nawaf Al-Temyat           | 1976-06-28     | 48              | Al-Hilal       |
| 19     | Pomocnik        | Umar Al-Ghamdi            | 1979-04-11     | 28              | Al-Hilal       |
| 20     | Napastnik       | Al Hasan Al-Yami          | 1972-08-21     | 18              | Ittihad FC     |
| 21     | Bramkarz        | Mabrouk Zaid              | 1979-02-11     | 1               | Ittihad FC     |
| 22     | Bramkarz        | Mohammed Al-Khojali       | 1973-01-15     | 12              | An-Nassr       |
| 23     | Obrońca         | Mansour Al-Thagafi        | 1979-01-14     | 0               | An-Nassr       |
| Trener | Nasser Al-Johar | Nasser Al-Johar           |                |                 |                |

## Argentyna
| #      | Pozycja        | Imię i nazwisko      | Data urodzenia | Liczba występów | Klub                      |
| ------ | -------------- | -------------------- | -------------- | --------------- | ------------------------- |
| 1      | Bramkarz       | Germán Burgos        | 1969-04-16     | 35              | Atlético Madryt           |
| 2      | Obrońca        | Roberto Ayala        | 1973-04-14     | 74              | Valencia CF               |
| 3      | Pomocnik       | Juan Pablo Sorín     | 1976-05-05     | 35              | Cruzeiro EC               |
| 4      | Obrońca        | Mauricio Pochettino  | 1972-03-02     | 16              | Paris Saint-Germain F.C.  |
| 5      | Pomocnik       | Matías Almeyda       | 1973-12-21     | 33              | AC Parma                  |
| 6      | Obrońca        | Walter Samuel        | 1978-03-23     | 30              | AS Roma                   |
| 7      | Napastnik      | Claudio López        | 1974-07-17     | 49              | S.S. Lazio                |
| 8      | Pomocnik       | Javier Zanetti       | 1973-08-10     | 66              | Inter Mediolan            |
| 9      | Napastnik      | Gabriel Batistuta    | 1969-02-01     | 75              | AS Roma                   |
| 10     | Pomocnik       | Ariel Ortega         | 1974-03-04     | 81              | Club Atlético River Plate |
| 11     | Pomocnik       | Juan Sebastián Verón | 1975-03-09     | 47              | Manchester United F.C.    |
| 12     | Bramkarz       | Pablo Cavallero      | 1974-04-13     | 8               | Celta Vigo                |
| 13     | Obrońca        | Diego Placente       | 1977-04-24     | 6               | Bayer 04 Leverkusen       |
| 14     | Pomocnik       | Diego Simeone        | 1970-04-28     | 104             | S.S. Lazio                |
| 15     | Pomocnik       | Claudio Husaín       | 1974-11-20     | 14              | Club Atlético River Plate |
| 16     | Pomocnik       | Pablo Aimar          | 1979-11-03     | 18              | Valencia CF               |
| 17     | Napastnik      | Gustavo López        | 1973-04-13     | 31              | Celta Vigo                |
| 18     | Napastnik      | Kily González        | 1974-08-04     | 30              | Valencia CF               |
| 19     | Napastnik      | Hernán Crespo        | 1975-07-05     | 33              | S.S. Lazio                |
| 20     | Pomocnik       | Marcelo Gallardo     | 1976-01-18     | 42              | AS Monaco                 |
| 21     | Napastnik      | Claudio Caniggia     | 1967-01-09     | 50              | Rangers F.C.              |
| 22     | Obrońca        | José Chamot          | 1969-05-17     | 42              | A.C. Milan                |
| 23     | Bramkarz       | Roberto Bonano       | 1970-01-24     | 13              | FC Barcelona              |
| Trener | Marcelo Bielsa | Marcelo Bielsa       |                |                 |                           |

## Anglia
| #      | Pozycja             | Imię i nazwisko     | Data urodzenia | Liczba występów | Klub                   |
| ------ | ------------------- | ------------------- | -------------- | --------------- | ---------------------- |
| 1      | Bramkarz            | David Seaman        | 1963-09-19     | 68              | Arsenal F.C.           |
| 2      | Obrońca             | Danny Mills         | 1977-05-18     | 6               | Leeds United F.C.      |
| 3      | Obrońca             | Ashley Cole         | 1980-12-20     | 8               | Arsenal F.C.           |
| 4      | Pomocnik            | Trevor Sinclair     | 1973-03-02     | 4               | West Ham United F.C.   |
| 5      | Obrońca             | Rio Ferdinand       | 1978-11-07     | 21              | Leeds United F.C.      |
| 6      | Obrońca             | Sol Campbell        | 1974-09-18     | 45              | Arsenal F.C.           |
| 7      | Pomocnik            | David Beckham       | 1975-05-02     | 49              | Manchester United F.C. |
| 8      | Pomocnik            | Paul Scholes        | 1974-11-16     | 43              | Manchester United F.C. |
| 9      | Napastnik           | Robbie Fowler       | 1975-04-09     | 24              | Leeds United F.C.      |
| 10     | Napastnik           | Michael Owen        | 1979-12-14     | 35              | Liverpool F.C.         |
| 11     | Napastnik           | Emile Heskey        | 1978-01-11     | 23              | Liverpool F.C.         |
| 12     | Obrońca             | Wes Brown           | 1979-10-13     | 5               | Manchester United F.C. |
| 13     | Bramkarz            | Nigel Martyn        | 1966-08-11     | 22              | Leeds United F.C.      |
| 14     | Obrońca             | Wayne Bridge        | 1980-08-05     | 4               | Southampton F.C.       |
| 15     | Obrońca             | Martin Keown        | 1966-07-24     | 42              | Arsenal F.C.           |
| 16     | Obrońca             | Gareth Southgate    | 1970-09-03     | 48              | Middlesbrough F.C.     |
| 17     | Napastnik           | Teddy Sheringham    | 1966-04-02     | 46              | Tottenham Hotspur F.C. |
| 18     | Pomocnik            | Owen Hargreaves     | 1981-01-20     | 5               | Bayern Monachium       |
| 19     | Pomocnik            | Joe Cole            | 1981-11-08     | 5               | West Ham United F.C.   |
| 20     | Napastnik           | Darius Vassell      | 1980-06-13     | 4               | Aston Villa F.C.       |
| 21     | Pomocnik            | Nicky Butt          | 1975-01-21     | 18              | Manchester United F.C. |
| 22     | Bramkarz            | David James         | 1970-08-01     | 8               | West Ham United F.C.   |
| 23     | Pomocnik            | Kieron Dyer         | 1978-12-29     | 9               | Newcastle United F.C.  |
| Trener | Sven-Göran Eriksson | Sven-Göran Eriksson |                |                 |                        |

## Nigeria
| #      | Pozycja          | Imię i nazwisko     | Data urodzenia | Liczba występów | Klub                     |
| ------ | ---------------- | ------------------- | -------------- | --------------- | ------------------------ |
| 1      | Bramkarz         | Ike Shorunmu        | 1967-10-16     | 34              | Lausanne Sports          |
| 2      | Pomocnik         | Joseph Yobo         | 1980-09-06     | 14              | Olympique Marsylia       |
| 3      | Obrońca          | Celestine Babayaro  | 1978-08-29     | 24              | Chelsea F.C.             |
| 4      | Napastnik        | Nwankwo Kanu        | 1976-08-01     | 33              | Arsenal F.C.             |
| 5      | Obrońca          | Isaac Okoronkwo     | 1978-05-01     | 12              | Szachtar Donieck         |
| 6      | Obrońca          | Taribo West         | 1974-03-26     | 38              | 1. FC Kaiserslautern     |
| 7      | Napastnik        | Pius Ikedia         | 1980-07-11     | 9               | AFC Ajax                 |
| 8      | Pomocnik         | Mutiu Adepoju       | 1970-12-22     | 49              | UD Salamanca             |
| 9      | Napastnik        | Bartholomew Ogbeche | 1984-10-01     | 4               | Paris Saint-Germain F.C. |
| 10     | Pomocnik         | Jay-Jay Okocha      | 1973-08-14     | 56              | Paris Saint-Germain F.C. |
| 11     | Pomocnik         | Garba Lawal         | 1974-05-22     | 34              | Roda JC Kerkrade         |
| 12     | Bramkarz         | Austin Ejide        | 1984-04-08     | 3               | Gabros International     |
| 13     | Obrońca          | Rabiu Afolabi       | 1980-04-18     | 5               | Standard Liège           |
| 14     | Obrońca          | Ifeanyi Udeze       | 1980-07-21     | 15              | PAOK FC                  |
| 15     | Pomocnik         | Justice Christopher | 1981-12-24     | 7               | Royal Antwerp FC         |
| 16     | Obrońca          | Efe Sodje           | 1972-10-05     | 7               | Crewe Alexandra F.C.     |
| 17     | Napastnik        | Julius Aghahowa     | 1982-02-12     | 17              | Szachtar Donieck         |
| 18     | Napastnik        | Benedict Akwuegbu   | 1974-11-03     | 16              | Shenyang Haishi          |
| 19     | Obrońca          | Eric Ejiofor        | 1979-07-21     | 12              | Maccabi Hajfa            |
| 20     | Pomocnik         | James Obiorah       | 1978-08-24     | 2               | Lokomotiw Moskwa         |
| 21     | Napastnik        | John Utaka          | 1982-01-08     | 4               | Al-Sadd                  |
| 22     | Bramkarz         | Vincent Enyeama     | 1982-08-29     | 2               | Enyimba FC               |
| 23     | Napastnik        | Femi Opabunmi       | 1985-03-03     | 2               | Shooting Stars FC        |
| Trener | Festus Onigbinde | Festus Onigbinde    |                |                 |                          |

## Szwecja
| #      | Pozycja                          | Imię i nazwisko                  | Data urodzenia | Liczba występów | Klub               |
| ------ | -------------------------------- | -------------------------------- | -------------- | --------------- | ------------------ |
| 1      | Bramkarz                         | Magnus Hedman                    | 1973-03-19     | 44              | Coventry City F.C. |
| 2      | Obrońca                          | Olof Mellberg                    | 1977-09-03     | 21              | Aston Villa F.C.   |
| 3      | Obrońca                          | Patrik Andersson                 | 1971-08-18     | 95              | FC Barcelona       |
| 4      | Obrońca                          | Johan Mjällby                    | 1971-02-09     | 35              | Celtic F.C.        |
| 5      | Obrońca                          | Michael Svensson                 | 1975-11-25     | 11              | Troyes AC          |
| 6      | Pomocnik                         | Tobias Linderoth                 | 1979-04-21     | 19              | Everton F.C.       |
| 7      | Pomocnik                         | Niclas Alexandersson             | 1971-12-29     | 58              | Everton F.C.       |
| 8      | Pomocnik                         | Anders Svensson                  | 1976-07-17     | 24              | Southampton F.C.   |
| 9      | Pomocnik                         | Fredrik Ljungberg                | 1977-04-16     | 31              | Arsenal F.C.       |
| 10     | Napastnik                        | Marcus Allbäck                   | 1973-07-05     | 18              | SC Heerenveen      |
| 11     | Napastnik                        | Henrik Larsson                   | 1971-09-20     | 67              | Celtic F.C.        |
| 12     | Bramkarz                         | Magnus Kihlstedt                 | 1972-02-29     | 12              | FC København       |
| 13     | Obrońca                          | Tomas Antonelius                 | 1973-05-07     | 6               | FC København       |
| 14     | Obrońca                          | Erik Edman                       | 1978-11-11     | 5               | SC Heerenveen      |
| 15     | Obrońca                          | Andreas Jakobsson                | 1972-10-06     | 12              | Hansa Rostock      |
| 16     | Obrońca                          | Teddy Lučić                      | 1973-04-15     | 41              | AIK Fotboll        |
| 17     | Pomocnik                         | Magnus Svensson                  | 1969-03-10     | 24              | Brøndby IF         |
| 18     | Pomocnik                         | Mattias Jonson                   | 1974-01-16     | 23              | Brøndby IF         |
| 19     | Pomocnik                         | Pontus Farnerud                  | 1980-06-04     | 2               | AS Monaco          |
| 20     | Pomocnik                         | Daniel Andersson                 | 1977-08-27     | 38              | SSC Venezia        |
| 21     | Napastnik                        | Zlatan Ibrahimović               | 1981-10-03     | 9               | AFC Ajax           |
| 22     | Napastnik                        | Andreas Andersson                | 1974-04-10     | 32              | AIK Fotboll        |
| 23     | Bramkarz                         | Andreas Isaksson                 | 1981-10-03     | 1               | Djurgårdens IF     |
| Trener | Lars Lagerbäck i Tomas Söderberg | Lars Lagerbäck i Tomas Söderberg |                |                 |                    |

## Chorwacja
| #      | Pozycja     | Imię i nazwisko   | Data urodzenia | Liczba występów | Klub                |
| ------ | ----------- | ----------------- | -------------- | --------------- | ------------------- |
| 1      | Bramkarz    | Stipe Pletikosa   | 1979-01-08     | 17              | Hajduk Split        |
| 2      | Obrońca     | Anthony Šerić     | 1979-01-15     | 8               | Hellas Verona       |
| 3      | Obrońca     | Josip Šimunić     | 1978-02-18     | 6               | Hertha BSC          |
| 4      | Pomocnik    | Stjepan Tomas     | 1976-03-06     | 17              | Vicenza Calcio      |
| 5      | Pomocnik    | Milan Rapaić      | 1973-08-16     | 23              | Fenerbahçe SK       |
| 6      | Obrońca     | Boris Živković    | 1975-11-15     | 15              | Bayer 04 Leverkusen |
| 7      | Pomocnik    | Davor Vugrinec    | 1975-03-24     | 21              | US Lecce            |
| 8      | Pomocnik    | Robert Prosinečki | 1969-01-12     | 48              | Portsmouth F.C.     |
| 9      | Napastnik   | Davor Šuker       | 1968-01-01     | 68              | TSV 1860 Monachium  |
| 10     | Pomocnik    | Niko Kovač        | 1971-10-15     | 20              | Bayern Monachium    |
| 11     | Napastnik   | Alen Bokšić       | 1970-01-21     | 36              | Middlesbrough F.C.  |
| 12     | Bramkarz    | Tomislav Butina   | 1974-03-30     | 7               | Dinamo Zagrzeb      |
| 13     | Pomocnik    | Mario Stanić      | 1972-04-10     | 43              | Chelsea F.C.        |
| 14     | Pomocnik    | Zvonimir Soldo    | 1967-11-02     | 59              | VfB Stuttgart       |
| 15     | Obrońca     | Daniel Šarić      | 1972-08-04     | 25              | Panathinaikos AO    |
| 16     | Pomocnik    | Jurica Vranješ    | 1980-01-31     | 7               | Bayer 04 Leverkusen |
| 17     | Obrońca     | Robert Jarni      | 1968-10-26     | 78              | Panathinaikos AO    |
| 18     | Napastnik   | Ivica Olić        | 1979-09-14     | 4               | NK Zagreb           |
| 19     | Napastnik   | Goran Vlaović     | 1972-08-07     | 50              | Panathinaikos AO    |
| 20     | Obrońca     | Dario Šimić       | 1975-11-12     | 48              | Inter Mediolan      |
| 21     | Obrońca     | Robert Kovač      | 1974-04-06     | 19              | Bayern Monachium    |
| 22     | Napastnik   | Boško Balaban     | 1978-10-15     | 13              | Aston Villa F.C.    |
| 23     | Bramkarz    | Vladimir Vasilj   | 1975-07-06     | 2               | NK Zagreb           |
| Trener | Mirko Jozić | Mirko Jozić       |                |                 |                     |

## Ekwador
| #      | Pozycja            | Imię i nazwisko     | Data urodzenia | Liczba występów | Klub                  |
| ------ | ------------------ | ------------------- | -------------- | --------------- | --------------------- |
| 1      | Bramkarz           | José Cevallos       | 1971-04-17     | 62              | Barcelona SC          |
| 2      | Obrońca            | Augusto Porozo      | 1974-04-13     | 26              | Emelec Guayaquil      |
| 3      | Obrońca            | Iván Hurtado        | 1974-08-16     | 90              | Barcelona SC          |
| 4      | Obrońca            | Ulises de la Cruz   | 1974-02-08     | 52              | Hibernian F.C.        |
| 5      | Pomocnik           | Alfonso Obregón     | 1972-05-12     | 40              | LDU Quito             |
| 6      | Obrońca            | Raúl Guerrón        | 1976-10-12     | 23              | Deportivo Quito       |
| 7      | Pomocnik           | Nicolás Asencio     | 1975-04-26     | 4               | Barcelona SC          |
| 8      | Obrońca            | Luis Gómez          | 1972-04-20     | 8               | Barcelona SC          |
| 9      | Napastnik          | Iván Kaviedes       | 1977-10-24     | 26              | Barcelona SC          |
| 10     | Pomocnik           | Álex Aguinaga       | 1968-07-09     | 92              | Necaxa Aguascalientes |
| 11     | Napastnik          | Agustín Delgado     | 1974-12-23     | 46              | Southampton F.C.      |
| 12     | Bramkarz           | Oswaldo Ibarra      | 1969-09-08     | 21              | CD El Nacional        |
| 13     | Napastnik          | Ángel Fernández     | 1971-08-02     | 68              | CD El Nacional        |
| 14     | Pomocnik           | Juan Carlos Burbano | 1969-02-15     | 18              | CD El Nacional        |
| 15     | Obrońca            | Marlon Ayoví        | 1971-09-27     | 26              | Deportivo Quito       |
| 16     | Pomocnik           | Cléber Chalá        | 1971-06-29     | 64              | CD El Nacional        |
| 17     | Obrońca            | Giovanny Espinoza   | 1977-04-12     | 19              | LDU Quito             |
| 18     | Pomocnik           | Carlos Tenorio      | 1979-05-14     | 9               | Deportivo Quito       |
| 19     | Pomocnik           | Édison Méndez       | 1979-03-16     | 24              | Deportivo Quito       |
| 20     | Pomocnik           | Edwin Tenorio       | 1976-06-16     | 33              | Barcelona SC          |
| 21     | Pomocnik           | Wellington Sánchez  | 1974-06-19     | 35              | Emelec Guayaquil      |
| 22     | Bramkarz           | Daniel Viteri       | 1981-12-12     | 0               | Emelec Guayaquil      |
| 23     | Obrońca            | Walter Ayoví        | 1979-08-11     | 2               | Emelec Guayaquil      |
| Trener | Hernán Darío Gómez | Hernán Darío Gómez  |                |                 |                       |

## Włochy
| #      | Pozycja             | Imię i nazwisko      | Data urodzenia | Liczba występów | Klub           |
| ------ | ------------------- | -------------------- | -------------- | --------------- | -------------- |
| 1      | Bramkarz            | Gianluigi Buffon     | 1978-01-28     | 26              | Juventus F.C.  |
| 2      | Obrońca             | Christian Panucci    | 1973-04-12     | 24              | AS Roma        |
| 3      | Obrońca             | Paolo Maldini        | 1968-06-26     | 122             | A.C. Milan     |
| 4      | Pomocnik            | Francesco Coco       | 1977-01-08     | 13              | FC Barcelona   |
| 5      | Obrońca             | Fabio Cannavaro      | 1973-09-13     | 58              | AC Parma       |
| 6      | Pomocnik            | Cristiano Zanetti    | 1977-04-10     | 4               | Inter Mediolan |
| 7      | Napastnik           | Alessandro Del Piero | 1974-11-09     | 49              | Juventus F.C.  |
| 8      | Pomocnik            | Gennaro Gattuso      | 1978-01-09     | 13              | A.C. Milan     |
| 9      | Napastnik           | Filippo Inzaghi      | 1973-08-09     | 38              | A.C. Milan     |
| 10     | Napastnik           | Francesco Totti      | 1976-09-27     | 29              | AS Roma        |
| 11     | Pomocnik            | Cristiano Doni       | 1973-04-01     | 3               | Atalanta BC    |
| 12     | Bramkarz            | Christian Abbiati    | 1977-07-08     | 0               | A.C. Milan     |
| 13     | Obrońca             | Alessandro Nesta     | 1976-03-19     | 43              | S.S. Lazio     |
| 14     | Pomocnik            | Luigi Di Biagio      | 1971-06-03     | 28              | Inter Mediolan |
| 15     | Obrońca             | Mark Iuliano         | 1973-08-12     | 16              | Juventus F.C.  |
| 16     | Pomocnik            | Angelo Di Livio      | 1966-07-26     | 38              | ACF Fiorentina |
| 17     | Pomocnik            | Damiano Tommasi      | 1974-05-17     | 14              | AS Roma        |
| 18     | Napastnik           | Marco Delvecchio     | 1973-04-07     | 16              | AS Roma        |
| 19     | Pomocnik            | Gianluca Zambrotta   | 1977-02-19     | 23              | Juventus F.C.  |
| 20     | Napastnik           | Vincenzo Montella    | 1974-06-18     | 14              | AS Roma        |
| 21     | Napastnik           | Christian Vieri      | 1973-07-12     | 24              | Inter Mediolan |
| 22     | Bramkarz            | Francesco Toldo      | 1971-12-02     | 22              | Inter Mediolan |
| 23     | Obrońca             | Marco Materazzi      | 1973-08-19     | 7               | Inter Mediolan |
| Trener | Giovanni Trapattoni | Giovanni Trapattoni  |                |                 |                |

## Meksyk
| #      | Pozycja        | Imię i nazwisko           | Data urodzenia | Liczba występów | Klub                  |
| ------ | -------------- | ------------------------- | -------------- | --------------- | --------------------- |
| 1      | Bramkarz       | Óscar Pérez               | 1973-02-01     | 37              | Cruz Azul             |
| 2      | Obrońca        | Francisco Gabriel de Anda | 1971-06-05     | 15              | CF Pachuca            |
| 3      | Pomocnik       | Rafael García             | 1974-08-14     | 21              | Deportivo Toluca      |
| 4      | Pomocnik       | Rafael Márquez            | 1979-02-13     | 36              | AS Monaco             |
| 5      | Obrońca        | Manuel Vidrio             | 1972-08-23     | 27              | CF Pachuca            |
| 6      | Pomocnik       | Gerardo Torrado           | 1979-04-30     | 28              | Sevilla FC            |
| 7      | Pomocnik       | Ramón Morales             | 1975-10-10     | 17              | Chivas Guadalajara    |
| 8      | Pomocnik       | Alberto García Aspe       | 1967-05-11     | 108             | CF Puebla             |
| 9      | Napastnik      | Jared Borgetti            | 1973-08-14     | 29              | Santos Laguna Torreón |
| 10     | Napastnik      | Cuauhtémoc Blanco         | 1973-01-17     | 75              | Real Valladolid       |
| 11     | Pomocnik       | Braulio Luna              | 1974-09-08     | 15              | Necaxa Aguascalientes |
| 12     | Bramkarz       | Oswaldo Sánchez           | 1973-09-21     | 22              | Chivas Guadalajara    |
| 13     | Pomocnik       | Sigifredo Mercado         | 1968-12-21     | 18              | Atlas Guadalajara     |
| 14     | Pomocnik       | Germán Villa              | 1973-04-02     | 46              | Club América          |
| 15     | Napastnik      | Luis Hernández            | 1968-12-22     | 85              | Club América          |
| 16     | Obrońca        | Salvador Carmona          | 1975-08-22     | 56              | Deportivo Toluca      |
| 17     | Napastnik      | Francisco Palencia        | 1973-04-28     | 67              | RCD Espanyol          |
| 18     | Pomocnik       | Johan Rodríguez           | 1975-08-15     | 14              | Santos Laguna Torreón |
| 19     | Pomocnik       | Gabriel Caballero         | 1971-02-05     | 5               | CF Pachuca            |
| 20     | Obrońca        | Melvin Brown              | 1979-01-28     | 8               | Cruz Azul             |
| 21     | Napastnik      | Jesús Arellano            | 1973-05-08     | 49              | CF Monterrey          |
| 22     | Obrońca        | Alberto Rodríguez         | 1974-04-01     | 13              | CF Pachuca            |
| 23     | Bramkarz       | Jorge Campos              | 1966-10-15     | 123             | UNAM Meksyk           |
| Trener | Javier Aguirre | Javier Aguirre            |                |                 |                       |

## Belgia
| #      | Pozycja        | Imię i nazwisko        | Data urodzenia | Liczba występów | Klub                     |
| ------ | -------------- | ---------------------- | -------------- | --------------- | ------------------------ |
| 1      | Bramkarz       | Geert De Vlieger       | 1971-10-16     | 25              | Willem II Tilburg        |
| 2      | Obrońca        | Eric Deflandre         | 1973-08-02     | 41              | Olympique Lyon           |
| 3      | Obrońca        | Glen De Boeck          | 1971-08-22     | 33              | RSC Anderlecht           |
| 4      | Obrońca        | Eric Van Meir          | 1968-02-28     | 32              | Standard Liège           |
| 5      | Obrońca        | Nico Van Kerckhoven    | 1970-12-14     | 40              | Schalke 04 Gelsenkirchen |
| 6      | Pomocnik       | Timmy Simons           | 1976-12-11     | 12              | Club Brugge              |
| 7      | Napastnik      | Marc Wilmots           | 1969-02-22     | 66              | Schalke 04 Gelsenkirchen |
| 8      | Pomocnik       | Bart Goor              | 1973-04-09     | 38              | Hertha BSC               |
| 9      | Napastnik      | Wesley Sonck           | 1978-08-09     | 12              | KRC Genk                 |
| 10     | Pomocnik       | Johan Walem            | 1972-02-01     | 33              | Standard Liège           |
| 11     | Pomocnik       | Gert Verheyen          | 1970-09-20     | 46              | Club Brugge              |
| 12     | Obrońca        | Peter Van Der Heyden   | 1976-07-16     | 4               | Club Brugge              |
| 13     | Bramkarz       | Franky Vandendriessche | 1971-04-07     | 0               | Excelsior Mouscron       |
| 14     | Pomocnik       | Sven Vermant           | 1973-04-04     | 12              | Schalke 04 Gelsenkirchen |
| 15     | Obrońca        | Jacky Peeters          | 1969-12-13     | 13              | KAA Gent                 |
| 16     | Obrońca        | Daniel Van Buyten      | 1978-02-07     | 7               | Olympique Marsylia       |
| 17     | Pomocnik       | Gaëtan Englebert       | 1976-06-11     | 4               | Club Brugge              |
| 18     | Pomocnik       | Yves Vanderhaeghe      | 1970-01-30     | 30              | RSC Anderlecht           |
| 19     | Pomocnik       | Bernd Thijs            | 1978-06-28     | 2               | KRC Genk                 |
| 20     | Napastnik      | Branko Strupar         | 1970-02-09     | 14              | Derby County F.C.        |
| 21     | Pomocnik       | Danny Boffin           | 1965-07-10     | 52              | Sint-Truidense VV        |
| 22     | Napastnik      | Mbo Mpenza             | 1976-12-04     | 26              | Excelsior Mouscron       |
| 23     | Bramkarz       | Frédéric Herpoel       | 1974-08-16     | 7               | KAA Gent                 |
| Trener | Robert Waseige | Robert Waseige         |                |                 |                          |

## Japonia
| #      | Pozycja            | Imię i nazwisko       | Data urodzenia | Liczba występów | Klub                 |
| ------ | ------------------ | --------------------- | -------------- | --------------- | -------------------- |
| 1      | Bramkarz           | Yoshikatsu Kawaguchi  | 1975-08-15     | 43              | Portsmouth F.C.      |
| 2      | Obrońca            | Yutaka Akita          | 1970-08-06     | 38              | Kashima Antlers      |
| 3      | Obrońca            | Naoki Matsuda         | 1977-03-14     | 24              | Yokohama F. Marinos  |
| 4      | Obrońca            | Ryūzō Morioka         | 1975-10-07     | 32              | Shimizu S-Pulse      |
| 5      | Pomocnik           | Jun’ichi Inamoto      | 1979-09-18     | 22              | Arsenal F.C.         |
| 6      | Obrońca            | Toshihiro Hattori     | 1973-09-23     | 35              | Júbilo Iwata         |
| 7      | Pomocnik           | Hidetoshi Nakata      | 1977-01-22     | 39              | AC Parma             |
| 8      | Pomocnik           | Hiroaki Morishima     | 1972-04-30     | 57              | Cerezo Osaka         |
| 9      | Napastnik          | Akinori Nishizawa     | 1976-06-18     | 24              | Cerezo Osaka         |
| 10     | Napastnik          | Masashi Nakayama      | 1967-09-23     | 47              | Júbilo Iwata         |
| 11     | Napastnik          | Takayuki Suzuki       | 1976-06-05     | 10              | Kashima Antlers      |
| 12     | Bramkarz           | Seigō Narazaki        | 1976-04-15     | 15              | Nagoya Grampus Eight |
| 13     | Napastnik          | Atsushi Yanagisawa    | 1977-05-27     | 22              | Kashima Antlers      |
| 14     | Pomocnik           | Alessandro dos Santos | 1977-07-20     | 0               | Shimizu S-Pulse      |
| 15     | Pomocnik           | Takashi Fukunishi     | 1976-09-01     | 5               | Júbilo Iwata         |
| 16     | Obrońca            | Kōji Nakata           | 1979-07-09     | 20              | Kashima Antlers      |
| 17     | Obrońca            | Tsuneyasu Miyamoto    | 1977-02-07     | 5               | Gamba Osaka          |
| 18     | Pomocnik           | Shinji Ono            | 1979-09-27     | 21              | Feyenoord            |
| 19     | Pomocnik           | Mitsuo Ogasawara      | 1979-04-05     | 0               | Kashima Antlers      |
| 20     | Pomocnik           | Tomokazu Myōjin       | 1978-01-24     | 16              | Kashiwa Reysol       |
| 21     | Pomocnik           | Kazuyuki Toda         | 1977-12-30     | 10              | Shimizu S-Pulse      |
| 22     | Pomocnik           | Daisuke Ichikawa      | 1980-05-14     | 1               | Shimizu S-Pulse      |
| 23     | Bramkarz           | Hitoshi Sogahata      | 1979-08-02     | 1               | Kashima Antlers      |
| Trener | Philippe Troussier | Philippe Troussier    |                |                 |                      |

## Rosja
| #      | Pozycja       | Imię i nazwisko        | Data urodzenia | Liczba występów | Klub               |
| ------ | ------------- | ---------------------- | -------------- | --------------- | ------------------ |
| 1      | Bramkarz      | Rusłan Nigmatullin     | 1974-10-07     | 20              | Hellas Verona      |
| 2      | Obrońca       | Jurij Kowtun           | 1970-01-05     | 44              | Spartak Moskwa     |
| 3      | Pomocnik      | Jurij Nikiforow        | 1970-09-16     | 56              | PSV Eindhoven      |
| 4      | Obrońca       | Aleksiej Smiertin      | 1975-05-01     | 25              | Girondins Bordeaux |
| 5      | Napastnik     | Andriej Sołomatin      | 1975-09-09     | 5               | CSKA Moskwa        |
| 6      | Obrońca       | Igor Siemszow          | 1978-04-06     | 2               | Torpedo Moskwa     |
| 7      | Pomocnik      | Wiktor Onopko          | 1969-10-14     | 97              | Real Oviedo        |
| 8      | Pomocnik      | Walerij Karpin         | 1969-02-02     | 69              | Celta Vigo         |
| 9      | Napastnik     | Jegor Titow            | 1976-05-29     | 33              | Spartak Moskwa     |
| 10     | Pomocnik      | Aleksandr Mostowoj     | 1968-08-22     | 59              | Celta Vigo         |
| 11     | Napastnik     | Władimir Biesczastnych | 1974-04-01     | 64              | Spartak Moskwa     |
| 12     | Bramkarz      | Stanisław Czerczesow   | 1963-09-02     | 49              | FC Tirol Innsbruck |
| 13     | Pomocnik      | Wiaczesław Dajew       | 1972-09-06     | 7               | CSKA Moskwa        |
| 14     | Obrońca       | Igor Czugajnow         | 1970-04-06     | 30              | FC Elista          |
| 15     | Obrońca       | Dmitrij Aleniczew      | 1972-10-20     | 43              | FC Porto           |
| 16     | Napastnik     | Aleksandr Kierżakow    | 1982-11-27     | 3               | Zenit Petersburg   |
| 17     | Obrońca       | Siergiej Siemak        | 1976-02-27     | 30              | CSKA Moskwa        |
| 18     | Pomocnik      | Dmitrij Siennikow      | 1976-06-24     | 4               | Lokomotiw Moskwa   |
| 19     | Obrońca       | Rusłan Pimienow        | 1981-11-25     | 1               | Lokomotiw Moskwa   |
| 20     | Napastnik     | Marat Izmajłow         | 1982-09-21     | 8               | Lokomotiw Moskwa   |
| 21     | Pomocnik      | Dmitrij Chochłow       | 1975-12-22     | 38              | Real Sociedad      |
| 22     | Napastnik     | Dmitrij Syczow         | 1983-10-26     | 3               | Spartak Moskwa     |
| 23     | Bramkarz      | Aleksandr Filimonow    | 1973-10-15     | 16              | FC Elista          |
| Trener | Oleg Romancew | Oleg Romancew          |                |                 |                    |

## Tunezja
| #      | Pozycja       | Imię i nazwisko | Data urodzenia | Liczba występów | Klub                     |
| ------ | ------------- | --------------- | -------------- | --------------- | ------------------------ |
| 1      | Bramkarz      | Ali Boumnijel   | 1966-04-13     | 14              | SC Bastia                |
| 2      | Obrońca       | Khaled Badra    | 1973-04-08     | 72              | Espérance Tunis          |
| 3      | Pomocnik      | Zoubeir Baya    | 1971-05-15     | 77              | Beşiktaş JK              |
| 4      | Obrońca       | Mohamed Mkacher | 1975-05-25     | 15              | Étoile Sportive du Sahel |
| 5      | Napastnik     | Ziad Jaziri     | 1978-07-12     | 26              | Étoile Sportive du Sahel |
| 6      | Obrońca       | Hatem Trabelsi  | 1977-01-25     | 27              | AFC Ajax                 |
| 7      | Pomocnik      | Imed Mhedhebi   | 1976-03-22     | 30              | Genoa CFC                |
| 8      | Pomocnik      | Hassen Gabsi    | 1974-02-23     | 48              | Genoa CFC                |
| 9      | Napastnik     | Riadh Jelassi   | 1971-07-07     | 20              | Club Africain Tunis      |
| 10     | Pomocnik      | Kaies Ghodhbane | 1976-01-07     | 62              | Étoile Sportive du Sahel |
| 11     | Napastnik     | Adel Sellimi    | 1972-11-16     | 64              | SC Freiburg              |
| 12     | Obrońca       | Raouf Bouzaiene | 1970-08-16     | 39              | Genoa CFC                |
| 13     | Pomocnik      | Riadh Bouazizi  | 1973-04-08     | 47              | Bursaspor                |
| 14     | Obrońca       | Hamdi Marzouki  | 1977-01-23     | 7               | Club Africain Tunis      |
| 15     | Obrońca       | Radhi Jaïdi     | 1975-08-30     | 40              | Espérance Tunis          |
| 16     | Bramkarz      | Hassen Bejaoui  | 1976-02-14     | 2               | CA Bizertin              |
| 17     | Obrońca       | Tarek Thabet    | 1971-08-16     | 70              | Espérance Tunis          |
| 18     | Pomocnik      | Selim Benachour | 1981-09-08     | 3               | FC Martigues             |
| 19     | Obrońca       | Emir Mkademi    | 1978-08-20     | 9               | Étoile Sportive du Sahel |
| 20     | Napastnik     | Ali Zitouni     | 1981-01-11     | 23              | Espérance Tunis          |
| 21     | Pomocnik      | Mourad Melki    | 1975-05-09     | 11              | Espérance Tunis          |
| 22     | Bramkarz      | Ahmed Jaouachi  | 1975-07-13     | 0               | US Monastir              |
| 23     | Obrońca       | José Clayton    | 1974-03-21     | 12              | Espérance Tunis          |
| Trener | Ammar Souayah | Ammar Souayah   |                |                 |                          |